# عزیر (نام)
عُزِیر نامی مردانه است. این نام معادل عربی نام عبری «عِزرا» و به معنای «یاری‌رسان» یا «توانایی» است. این نام از اسم یک پیامبر اسلامی یعنی «عزیر» نشأت گرفته‌است. این اسم عمدتاً بعنوان نام کوچک بکار گرفته می‌شود، گرچه گاهی اوقات به عنوان نام خانوادگی نیز بکار می‌رود.

## محبوبیت
- ۳۰۱۰اُمین نام محبوب برای پسران (۲۰۲۰)[۲]
- ۲٬۵۱۵ اُمین نام محبوب برای پسران (۲۰۱۹)[۲]
- ۳٬۸۱۶ اُمین نام محبوب برای پسران (۲۰۱۸)[۲]
- ۴٬۳۶۷ اُمین نام محبوب برای پسران (۲۰۱۷)[۲]
- ۵۸۸۰ اُمین امین نام محبوب برای پسران (۲۰۱۶)[۲]
- ۳٬۶۹۹ اُمین نام محبوب برای پسران (۲۰۱۵)[۲]
- ۴۴۴۹ اُمین نام محبوب پسر (۲۰۱۴)[۲]
- ۵٬۲۶۶ اُمین نام محبوب برای پسران (۲۰۱۳)[۲]
- ۳۴۰۱ اُمین نام محبوب برای پسران (۲۰۱۲)[۲]
- ۴۵۷۴ اُمین نام محبوب برای پسران (۲۰۱۱)[۲]
- ۴۵۹۱ اُمین نام محبوب برای پسران (۲۰۱۰)[۲]

## افراد با نام عزیر

### نام کوچک
- عزیر (پیامبر اسلام)، پیامبر اسلام
- عزیر بلوچ، گانگستر پاکستانی و جنایتکار سابق
- عزیر کاسیم، بازیکن اتحادیه راگبی آفریقای جنوبی
- عزیر گل پیشاوری، محقق اسلامی و مبارز استقلال‌طلب هندی.
- عزیر جاسوال، خواننده و بازیگر پاکستانی.
- عزیر خان، سیاستمدار پاکستانی.
- عزیر محمود، بازیکن کریکت اهل آفریقای جنوبی.
- عزیر پاراچا، شهروند پاکستانی که دستگیر و سپس آزاد شد.
- عزیر الحق، بازیکن درجه یک کریکت پاکستانی.
- عزیر ظاهر خان، کارگردان فیلم، فیلمنامه‌نویس و هنرمند گرافیک کامپیوتری پاکستانی.

### نام خانوادگی
- ابوعزیر، معلم مسلمان و فعال اسلامگرا.
- علی عزیر، بازیکن فوتبال پاکستانی.
- محمد عزیر، اقتصاددان پاکستانی، بوروکرات ارشد و استاد بازنشسته.